# 金刀比羅神社 (徳島市)
金刀比羅神社（ことひらじんじゃ）は、徳島県徳島市勢見町に鎮座する神社。眉山麓に位置する。徳島県下三金刀比羅（徳島市川内町宮島、鳴門市撫養町木津）の一つ。勢見のこんぴらさんとして親しまれている。
境内には日本最大の大石灯籠（10.24m）がありとくしま市民遺産に選定されている。

## 歴史
元和2年（1616年）に蜂須賀家政が阿波国に入国後、徳島城府の鎮府として勝占町から移された。近隣にある勢見山は、源義経が屋島へ向かうために勝浦に上陸し、軍勢を見たことに由来しており、本来は勝占神社の鎮座する鉢伏山のことだが遷座と供に山名も移ってきた。
明治18年（1885年）から同25年（1892年）まで、国幣中社忌部神社が仮鎮座したことがある。なお、その経緯は忌部神社の項目を参照されたい。
大鳥居は寛政3年（1791年）に築かれ、大鳥居のしめ縄は徳島県下一である。また川内町にある金刀比羅神社と鳴門市撫養町木津の金刀比羅神社と合わせて古来より「阿波三金比羅」と呼ばれていた。

## 祭神
- 大物主命

## 摂社
- 皇大神社
- 天神社
- 興津神社

## 市中五社
- 諏訪神社 - 徳島市南佐古三番町
- 春日神社 - 徳島市眉山町大滝山
- 八幡神社 - 徳島市伊賀町
- 四所神社 - 徳島市福島

## 交通
- JR高徳線徳島駅より徳島市営バス「二軒屋・法花」行き「金刀比羅下」下車すぐ。
- JR牟岐線二軒屋駅より徒歩約13分。